# Lamprigera
Lamprigera is een geslacht uit de familie glimwormen (Lampyridae). De wetenschappelijke naam van de soort werd voor het eerst geldig gepubliceerd in 1853 door Viktor Ivanovitsj Motsjoelski.

## Soorten
GBIF somt de volgende soorten op:
- Lamprigera angustior Fairmaire, 1886
- Lamprigera boyei Motschulsky, 1853
- Lamprigera crassus Gorham, 1880
- Lamprigera diffinis Walker, 1858
- Lamprigera lutosipennis Fairmaire, 1897
- Lamprigera marusii Pic, 1955
- Lamprigera minor E.Olivier, 1885
- Lamprigera morator (E.Olivier, 1891)
- Lamprigera nepalensis (Hope, 1831)
- Lamprigera nitens E.Olivier, 1885
- Lamprigera nitidicollis (Fairmaire, 1881)
- Lamprigera scutatus Fairmaire, 1897
- Lamprigera taimoshana Yiu, 2017
- Lamprigera tarda (Gorham, 1895)
- Lamprigera tenebrosa (Walker, 1858)
- Lamprigera yunnana (Fairmaire, 1897)